# Nati nel 1913/Luglio
| Questa pagina contiene informazioni ricavate automaticamente dalle voci biografiche con l'ausilio del template Bio e di un bot. L'aggiornamento è periodico e automatico e ricostruisce completamente la pagina. Se manca una persona in questa lista, sei pregato di non aggiungerla, ma accertati piuttosto che la sua voce biografica contenga il template Bio e che i dati anagrafici siano correttamente compilati. Se il template Bio manca, inseriscilo tu stesso o, in alternativa, metti l'avviso {{tmp\|Bio}} che ne segnala la mancanza. Se i dati riportati sono sbagliati, correggi direttamente la voce biografica; le modifiche saranno visibili in questa lista entro pochi giorni. Per chiarimenti vedi il progetto biografie. La lista contiene solo le 142 persone che sono citate nell'enciclopedia e per le quali è stato implementato correttamente il template Bio. Pagina aggiornata al 18 apr 2025. |

- 1º luglio - Mario Acerbi, calciatore e allenatore di calcio italiano († 2010)
- 1º luglio - Edgard De Caluwé, ciclista su strada belga († 1985)
- 1º luglio - Bruno Ferretti, fisico italiano († 2010)
- 1º luglio - Primo Silvestri, politico italiano († 2003)
- 1º luglio - Georges Sécan, pittore francese († 1987)
- 1º luglio - Carlo Zaccagnini, partigiano e avvocato italiano († 1944)
- 2 luglio - Leopoldo Savona, regista e sceneggiatore italiano († 2000)
- 2 luglio - Erwin Schüle, militare e magistrato tedesco († 1993)
- 2 luglio - Lidio Stefanini, calciatore italiano († 1981)
- 2 luglio - Nicola Tagliaferri, militare italiano († 1938)
- 2 luglio - Primitivo Villacampa, calciatore spagnolo († 1975)
- 3 luglio - Giuseppe Calabrese, imprenditore e inventore italiano († 1998)
- 3 luglio - Frederick William Deakin, storico e militare britannico († 2005)
- 3 luglio - Dorothy Kilgallen, giornalista e conduttrice televisiva statunitense († 1965)
- 3 luglio - Pierre Nguyễn Huy Mai, vescovo cattolico vietnamita († 1990)
- 4 luglio - Haydn Hill, calciatore inglese († 1992)
- 4 luglio - Josephine Joseph, attrice e circense austriaca († 1966)
- 4 luglio - Leon Lishner, basso-baritono e insegnante statunitense († 1995)
- 4 luglio - Terzo Lori, partigiano italiano († 1944)
- 4 luglio - Esa Seeste, ginnasta finlandese († 1997)
- 4 luglio - Ulderico Sergo, pugile italiano († 1967)
- 4 luglio - Barbara Weeks, attrice e ballerina statunitense († 2003)
- 5 luglio - Elwood Cooke, tennista statunitense († 2004)
- 5 luglio - George Costakis, collezionista d'arte greco († 1990)
- 5 luglio - Piet Gunning, hockeista su prato olandese († 1967)
- 5 luglio - Lucio Mario Luzzatto, politico italiano († 1986)
- 5 luglio - Eva Rittmeister, antifascista tedesca († 2004)
- 6 luglio - Rosa Fazio Longo, politica e attivista italiana († 2004)
- 6 luglio - Jiří Hájek, diplomatico ceco († 1993)
- 6 luglio - Luigi Milano, calciatore e allenatore di calcio italiano († 1990)
- 6 luglio - Maria Nicotra, politica italiana († 2007)
- 6 luglio - Erzsi Simor, attrice ungherese († 1977)
- 6 luglio - Bruno Widmar, filosofo italiano († 1980)
- 7 luglio - Deolinda do Carmo Salvado da Conceição, scrittrice e giornalista portoghese († 1957)
- 7 luglio - Luigi Liverzani, vescovo cattolico italiano († 1995)
- 7 luglio - Pinetop Perkins, pianista statunitense († 2011)
- 7 luglio - Michele Rago, giornalista, francesista e traduttore italiano († 2008)
- 7 luglio - Fred F. Sears, regista e attore statunitense († 1957)
- 8 luglio - Vittorio Emanuele Giuntella, storico e militare italiano († 1996)
- 8 luglio - Ludwig Gschossmann, pittore tedesco († 1988)
- 8 luglio - Settimio Simonini, ciclista su strada italiano († 1986)
- 8 luglio - Bill Thompson, attore e doppiatore statunitense († 1971)
- 9 luglio - Roberto Angeli, presbitero italiano († 1978)
- 9 luglio - Ted Grant, attivista britannico († 2006)
- 9 luglio - Francesco Boriani, calciatore e allenatore di calcio italiano († 2004)
- 9 luglio - Vittore Branca, filologo, critico letterario e italianista italiano († 2004)
- 9 luglio - Vincenzo Fusco, militare italiano († 1944)
- 9 luglio - Bruno Storti, sindacalista e politico italiano († 1994)
- 10 luglio - Alessandro Duè, calciatore italiano
- 10 luglio - Salvador Espriu, poeta, scrittore e drammaturgo spagnolo († 1985)
- 10 luglio - Ian Gordon Greenlees, diplomatico e scrittore scozzese († 1988)
- 10 luglio - Joan Marsh, attrice statunitense († 2000)
- 10 luglio - Ljuba Welitsch, attrice e soprano bulgara († 1996)
- 11 luglio - Christian Calmes, diplomatico e storico lussemburghese († 1995)
- 11 luglio - Salvatore Puglisi, militare italiano († 1938)
- 11 luglio - Cordwainer Smith, scrittore di fantascienza statunitense († 1966)
- 12 luglio - Hamid II di Pontianak, sovrano indonesiano († 1978)
- 12 luglio - Mildred Cohn, biochimica statunitense († 2009)
- 12 luglio - Willis Lamb, fisico statunitense († 2008)
- 12 luglio - Luigi Lanfranconi, partigiano italiano († 1945)
- 12 luglio - Roger Van de Casteele, pallanuotista francese
- 12 luglio - Red Wiseman, cestista canadese († 1993)
- 13 luglio - Antonio Buono, magistrato italiano († 1988)
- 13 luglio - Dave Garroway, personaggio televisivo statunitense († 1982)
- 13 luglio - Mærsk Mc-Kinney Møller, armatore danese († 2012)
- 13 luglio - Vincenzo Selvaggi, giornalista e politico italiano († 1957)
- 13 luglio - Anton Ujváry, calciatore slovacco († 1942)
- 14 luglio - Vincenzo Ambrosio, militare italiano († 1941)
- 14 luglio - Giorgio Bocchino, schermidore italiano († 1995)
- 14 luglio - Gerald Ford, politico statunitense († 2006)
- 14 luglio - René Llense, calciatore francese († 2014)
- 14 luglio - Urraca di Borbone-Due Sicilie, principessa († 1999)
- 15 luglio - Stefan Dembicki, calciatore tedesco († 1985)
- 15 luglio - Mario Finzi, magistrato, pianista e musicista italiano († 1945)
- 15 luglio - Bernhard Frank, militare tedesco († 2011)
- 15 luglio - Hammond Innes, scrittore e giornalista inglese († 1998)
- 15 luglio - Leonida Magnolini, militare italiano († 1943)
- 15 luglio - Jérôme Louis Rakotomalala, cardinale e arcivescovo cattolico malgascio († 1975)
- 15 luglio - Abraham Sutzkever, scrittore e poeta israeliano († 2010)
- 15 luglio - Michiko Tanaka, attrice e cantante giapponese († 1988)
- 15 luglio - Murvyn Vye, attore statunitense († 1976)
- 16 luglio - Albert Beasley, calciatore inglese († 1986)
- 16 luglio - Aldo Riguccini, pittore, scultore e designer italiano († 1992)
- 16 luglio - Friedrich von Stülpnagel, velocista tedesco († 1996)
- 17 luglio - Segundo Castillo Varela, calciatore peruviano († 1993)
- 17 luglio - Roger Garaudy, scrittore, filosofo e attivista francese († 2012)
- 17 luglio - Kálmán Hazai, pallanuotista ungherese († 1996)
- 17 luglio - Gerhard Palitzsch, militare tedesco († 1944)
- 17 luglio - Giuseppe Pompilj, matematico e statistico italiano († 1968)
- 17 luglio - Helmut Schneider, calciatore tedesco († 1984)
- 17 luglio - Corrado Silvestrelli, calciatore italiano
- 17 luglio - Carlo Tolotti, matematico italiano († 1991)
- 18 luglio - Marvin Miller, attore statunitense († 1985)
- 18 luglio - Karl Rolvaag, politico statunitense († 1990)
- 18 luglio - Red Skelton, attore statunitense († 1997)
- 18 luglio - Paul Southwell, politico nevisiano († 1979)
- 19 luglio - Enelio Franzoni, presbitero e militare italiano († 2007)
- 19 luglio - Kay Linaker, attrice e sceneggiatrice statunitense († 2008)
- 20 luglio - Schalom Ben-Chorin, giornalista e teologo tedesco († 1999)
- 20 luglio - Irma Córdoba, attrice argentina († 2008)
- 20 luglio - Veniamin Iosifovič Flejšman, compositore sovietico († 1941)
- 20 luglio - Lucien Goldmann, docente e sociologo rumeno († 1970)
- 21 luglio - Edmondo Bacci, pittore italiano († 1978)
- 21 luglio - Michele Celidonio, politico e imprenditore italiano († 2000)
- 21 luglio - Reino Helismaa, cantautore, scrittore e attore finlandese († 1965)
- 21 luglio - Mario Pasi, medico, militare e partigiano italiano († 1945)
- 21 luglio - Ugo Ricci, partigiano italiano († 1944)
- 21 luglio - Iōannīs Zigdīs, politico greco († 1997)
- 22 luglio - Gorni Kramer, direttore d'orchestra, compositore e arrangiatore italiano († 1995)
- 23 luglio - Coral Browne, attrice australiana († 1991)
- 23 luglio - Michael Foot, politico, giornalista e scrittore britannico († 2010)
- 23 luglio - Fabien Galateau, ciclista su strada e dirigente sportivo francese († 1995)
- 23 luglio - Gherasim Luca, poeta rumeno († 1994)
- 23 luglio - Rolando Ricci, militare e aviatore italiano († 1962)
- 24 luglio - Britton Chance, velista e chimico statunitense († 2010)
- 24 luglio - Enrico Mollo, ciclista su strada italiano († 1992)
- 24 luglio - Pino Romualdi, politico e giornalista italiano († 1988)
- 25 luglio - Gilberto Baroni, vescovo cattolico italiano († 1999)
- 25 luglio - John Cairncross, agente segreto britannico († 1995)
- 25 luglio - Terzilio Cardinali, militare e partigiano italiano († 1944)
- 25 luglio - Benito Carvajales, calciatore cubano
- 25 luglio - Stanley Nantais, cestista e allenatore di pallacanestro canadese († 2004)
- 25 luglio - Jeff Sutton, scrittore di fantascienza statunitense († 1979)
- 26 luglio - Viktor Chochrjakov, attore sovietico († 1986)
- 26 luglio - Alberto Monroy, medico, biologo e biochimico italiano († 1986)
- 27 luglio - José Maria Antunes, allenatore di calcio e calciatore portoghese († 1991)
- 27 luglio - Giorgio Casali, fotografo italiano († 1995)
- 27 luglio - Claudio Gora, attore e regista italiano († 1998)
- 27 luglio - António Martins, calciatore portoghese
- 27 luglio - Lotario Rangoni, pilota automobilistico e aviatore italiano († 1942)
- 27 luglio - Vittorio Sereni, poeta, scrittore e traduttore italiano († 1983)
- 27 luglio - Glauco Servadei, ciclista su strada italiano († 1968)
- 28 luglio - Laird Cregar, attore statunitense († 1944)
- 29 luglio - Jo Grimond, politico britannico († 1983)
- 29 luglio - Johan Kraag, politico surinamese († 1996)
- 29 luglio - Stephen McNally, attore statunitense († 1994)
- 29 luglio - Gale Page, attrice e cantante statunitense († 1983)
- 29 luglio - Erich Priebke, militare e criminale di guerra tedesco († 2013)
- 30 luglio - Vittorio Gasparini, partigiano italiano († 1944)
- 30 luglio - Guglielmo Morandi, regista e sceneggiatore italiano († 1999)
- 31 luglio - Delma Byron, attrice e ballerina statunitense († 2006)
- 31 luglio - Luigi Vettori, pittore italiano († 1941)